# Presławec
Presławec (bułg. Преславец) – wieś w południowej Bułgarii, w obwodzie Chaskowo, w gminie Charmalni. Według danych Narodowego Instytutu Statystycznego, 31 grudnia 2011 roku wieś liczyła 149 mieszkańców.